# Domus ecclesiae
Domus ecclesiae (łac. dom zgromadzenia) lub oikos ekklesias (gr. oίκος εκκλησίας) – określenie na prywatny dom, dostosowany na potrzeby kultu chrześcijańskiego, w którym gromadzili się pierwsi chrześcijanie przed 313 .

## Miejsca kultu w domach mieszkalnych
Listy Pawła oraz Dzieje Apostolskie przynoszą wzmianki o tym, że pierwsi chrześcijanie spotykali się w prywatnych domach należących do rodzin współwyznawców. Używane greckie określenie kat’oikon ekklēsia (kościół domowy) nie odnosiło się do budynku zamieszkania rodziny chrześcijan, ale miejsce sprawowania kultu – liturgii eucharystycznej, a w każdym mieście funkcjonowało tylko jedno zgromadzenie obejmujące cały lokalny Kościół. Po zakończeniu zgromadzenia liturgicznego domus ecclesiae był używany jako miejsce zamieszkania rodziny właścicieli. Dopiero na przełomie II i III wieku chrześcijanie zaczęli przekazywać domy mieszkalne do wyłącznej dyspozycji Kościoła. Impulsem do takiej zmiany mógł być okres umiarkowanego spokoju za panowania Kommodusa i Septymiusza Sewera.

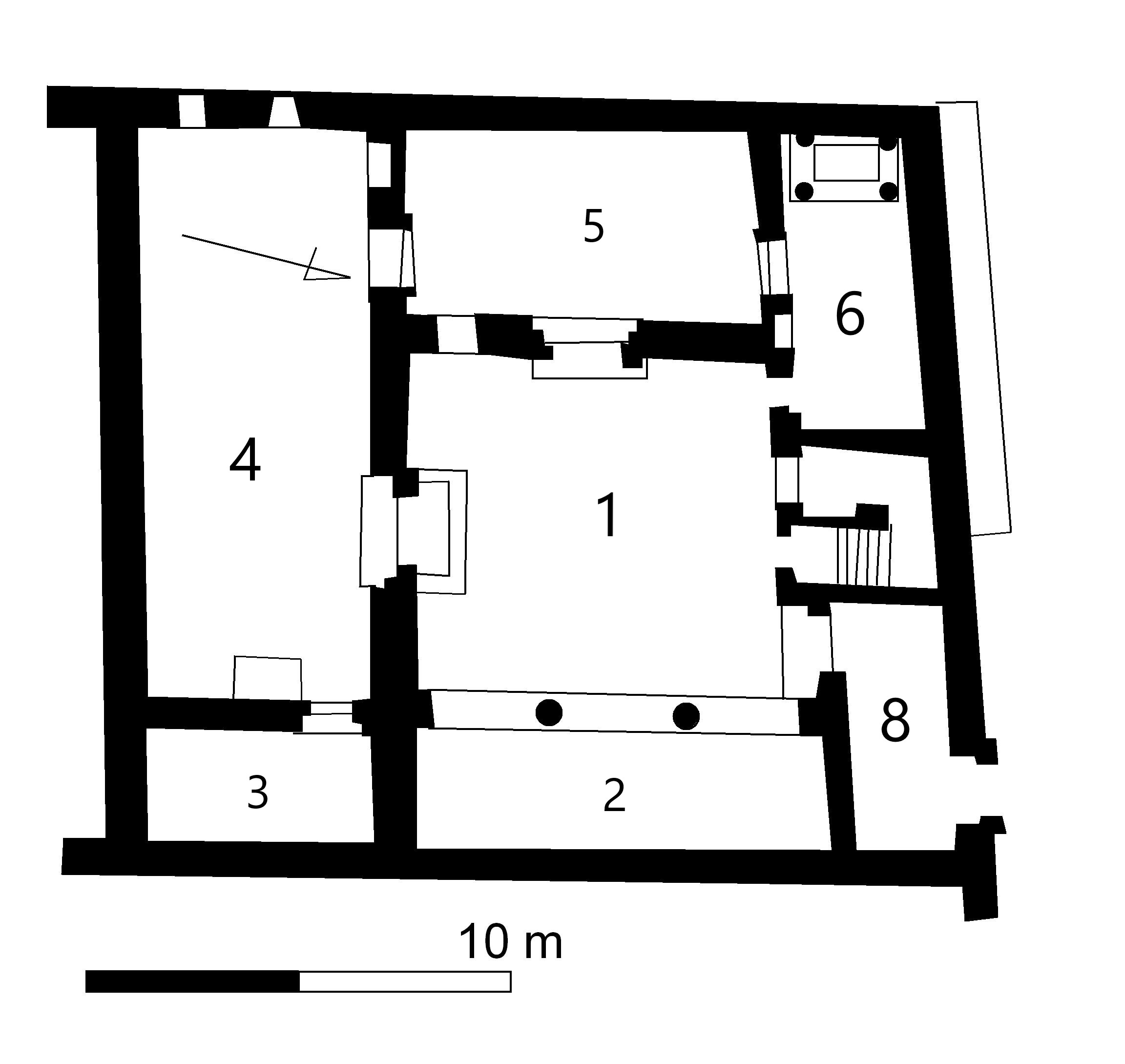
Domus ecclesiae w Dura Europos

## „Sacraria”
Od początku III wieku liturgiczne zgromadzenia chrześcijan zaczynały odbywać się w miejscach, które były przeznaczone wyłącznie na cele kultu, bez spełniania funkcji mieszkalnych i stanowiły już własność gminy. Minucjusz Feliks, apologeta chrześcijański nawiązując w dziele „Oktawiusz” do takich świętych miejsc kultu, używa po raz pierwszy terminu „sacraria”. Budowle te nie były jeszcze kościołami, ale służyły wyłącznie w celach sprawowania kultu. Najprawdopodobniej zwykle pochodziły z darowizny majętnego wyznawcy. Autor „Rozpoznań” (Recognitiones), dzieła z IV w. przypisywanego Klemensowi Rzymskiemu, wskazywał dwa przykłady takich donacji: Syryjczyk Maron przekazał do dyspozycji gminy chrześcijańskiej dom, w którym mogło się pomieścić pięćset osób, a Teofilus z Antiochii oddał swój dom lokalnemu Kościołowi.

## Znane przykłady wczesnochrześcijańskich domów kultu
Domus ecclesiae zostały znalezione głównie we wschodniej części Cesarstwa. Wyjątkowe znaczenie ma domus ecclesiae w Dura Europos. Miasto to zostało zrównane z ziemią w 256 AD i nigdy nie odbudowane. Miasto zostało odkryte przez archeologów w 1920, religijne budynki są dobrze zachowane.
Domus ecclesiae zostało znalezione też niedaleko portu w Palmyrze, a dzięki freskom pochodzącym z roku 232 można określić jako jeden z najstarszych kościołów na świecie .